# Канале (Маса-Карара)
Канале је насеље у Италији у округу Маса-Карара, региону Тоскана.
Према процени из 2011. у насељу је живело 107 становника. Насеље се налази на надморској висини од 216 м.